# Наранович, Павел Петрович
Павел Петрович Наранович (9 ноября 1853 года, селение Змеиногорский рудник, Алтайский округ Томской губернии — 6 апреля 1894, Томск) — русский архитектор.

## Биография
Родился в семье горного инженера в местах прохождения его службы. Учился в Первой Санкт-Петербургской классической гимназии. Закончив гимназию, в 1873 году поступил в Петербургское строительное училище, которое окончил в 1878 году со званием гражданского инженера с чином Х класса и «правом производства городских и дорожных работ».
Три года работал в технико-строительном комитете Министерства внутренних дел. Занимался архитектурно-строительными работами в Санкт-Петербурге.
В 1881 году получил назначение в Министерство народного просвещения и по рекомендации директора Строительного училища Р. Б. Бернгарда направлен в Томск, где в это время разворачивались работы по возведению зданий первого сибирского университета. В этом же году под его руководством выкладывается весь фундамент и цокольный этаж главного университетского здания и здания химического (позже — анатомического старого корпуса СГМУ, ныне — проспект Ленина, д. 36/3), отстраивается деревянный астрономический дом (ныне — пр. Ленина, д. 36/1), устраивается водоснабжение из озера, прокладываются дороги. Им выполнены проекты интерьеров университетских залов, церкви, аудиторий и установка фонтана перед главным фасадом Университета.
Постройка основных зданий университета была завершена к осени 1885 года. При строительстве П. П. Наранович внёс более десятка существенных поправок, дополнений и изменений в созданный академиком А. К. Бруни проект университета. Так, в 1883—1884 годах он спроектировал и затем возвёл не предусмотренный в проекте «дом общежития для студентов» (ныне пр. Ленина, д. 34). Здание было построено полностью на пожертвования купцов Томска, Бийска, Колывани и др.
Умелая организация П. П. Нарановичем строительных работ по возведению университетского комплекса позволила получить «беспримерную экономию» — около 180 тысяч рублей.

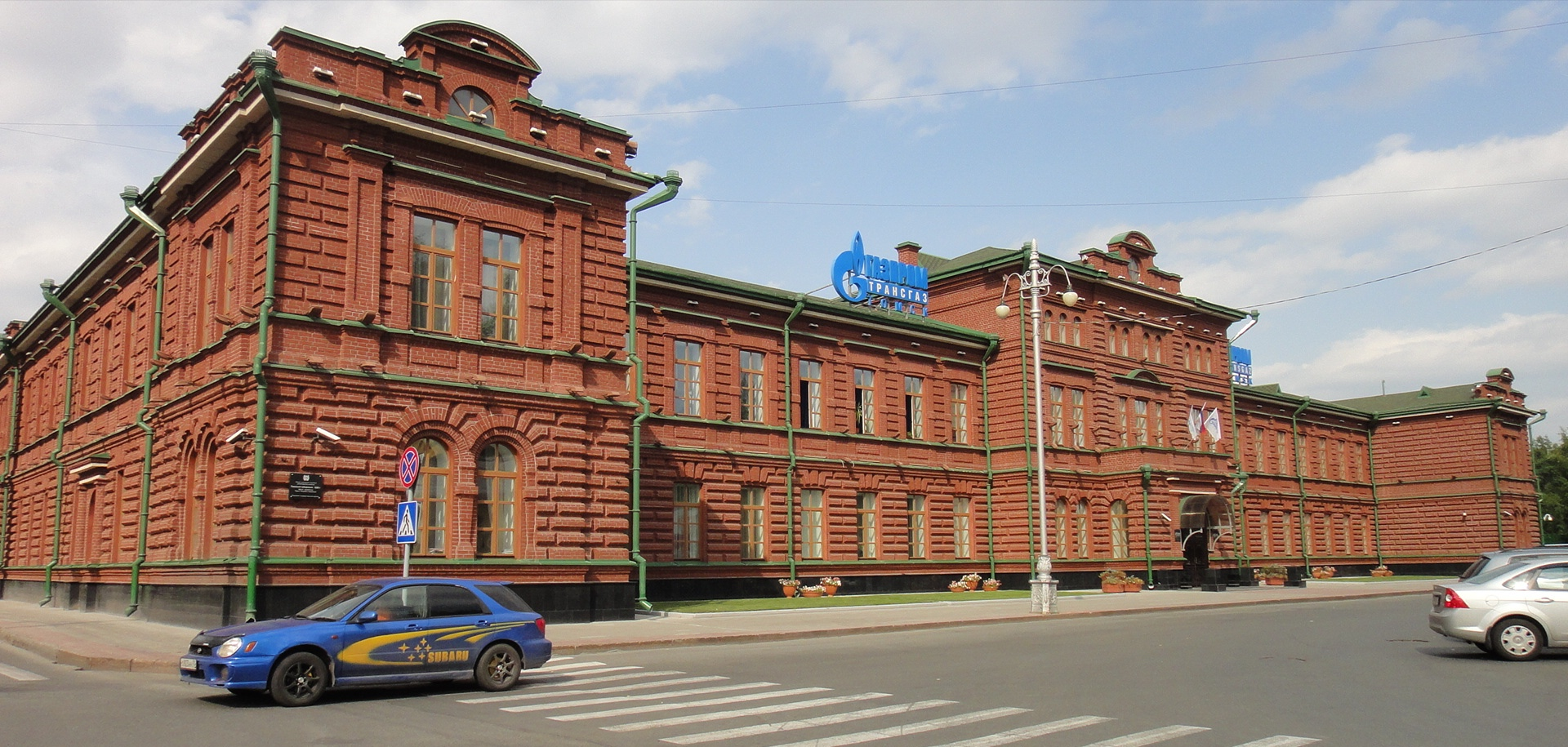
Губернская мужская гимназия в Томске

В 1885 году одновременно занял должности архитектора университета и архитектора Западно-Сибирского учебного округа. В течение последующего десятилетия, когда он занимал должность архитектора университета, им были запроектированы и построены клинический корпус с деревянными павильонами (1889—1892, пр. Ленина, 38), гигиенический институт (старый корпус, 1891—1893, пр. Ленина, 36/3) и др. Для учебного округа им были исполнены проекты губернской мужской гимназии (проект 1885—1886, строительство 1896—1898, ул. Советская, 40) и духовной семинарии в Томске (1886, проект не реализован) и др.
С 1888 года также начинает работать в строительном отделении при губернском правлении. Совместно с архитектором В. В. Хабаровым осуществил строительство губернаторского дома (1888—1891, ныне Дом учёных, ул. Советская, 45) к визиту в Томск наследника-цесаревича. Дом весьма понравился наследнику.
Самостоятельно проектировал и строил здание горного управления и золотоплавильной лаборатории (1889—1891, улица Усова, д. 9), жилой дом для служащих при Томской почтово-телеграфной конторе (проект 1890 года) и др.
Выполнил ряд епархиальных и частных заказов: проект церкви Покрова Пресвятой Богородицы для архиерейского дома (первоначальный вариант 1884 г. (здание построено по изменённому проекту), пр. Ленина, 75), проект церкви на 800 человек в селе Спасское Каинского округа (проект 1890, совместно с архитектором И. Ю. Шраером), здание театра, рассчитанное на 1000 мест, по заказу почётного гражданина города купца I гильдии Е. И. Королёва (строилось 1884—1885 года). Проект театра был настолько удачным, что в 1891 году акмолинский губернатор обратился с просьбой к томскому губернатору посодействовать строительству театра в Омске «тех же размеров и вида, как в Томске».

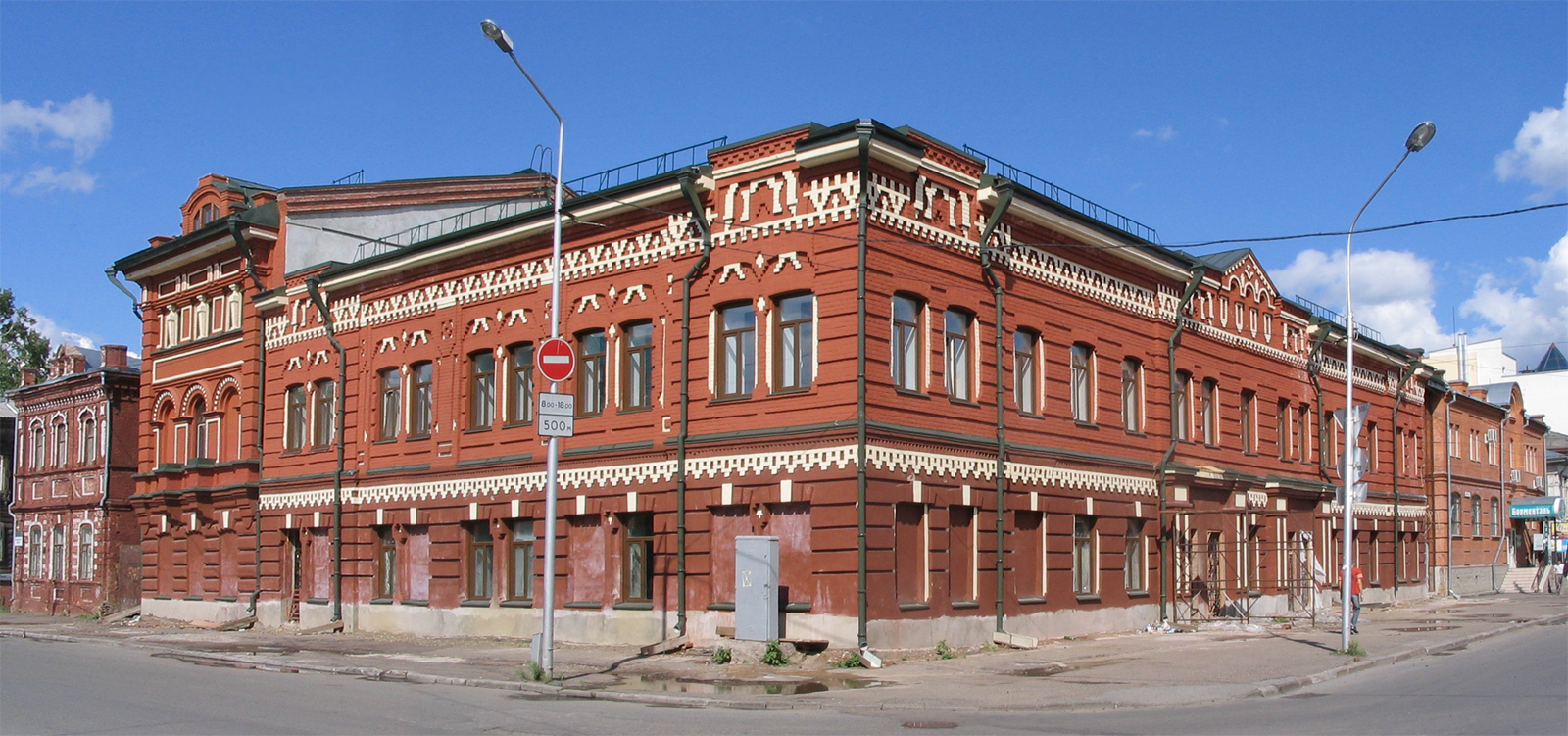
Бесплатная библиотека в Томске

Для томского Общества попечения о начальном образовании на средства купца I гильдии С. С. Валгусова Наранович проектирует и строит первую в России бесплатную народную библиотеку (1886—1887, переулок 1905 года, 4). Впоследствии при библиотеке возник музей прикладных знаний и зрительный зал для представлений.
В 1893 году вёл работы по капитальному переустройству зданий на участке купца И. Г. Гадалова (пл. Новособорная, 2, здание было затем перестроено по проекту К. К. Лыгина).
Умер от туберкулёза лёгких. Похоронен на кладбище женского Иоанно-Предтеченского монастыря в Томске (могила утрачена при ликвидации кладбища в конце 1950-х — начале 1960-х годов).

## Память
Именем П. П. Нарановича в Томске названа улица.